# Capo Sudest
Il Capo Sudest (South East Cape in inglese) è la punta più a sud dell'isola di Tasmania.

## Geografia
L'Organizzazione idrografica internazionale utilizza la longitudine del capo per definire il limite tra l'oceano Indiano (a ovest) e l'oceano Pacifico (a est).